# Impuls (física)
En mecànica clàssica, s'anomena impuls o impuls mecànic (abreviat {\displaystyle I} o {\displaystyle J}) a la magnitud física vectorial obtinguda com a producte d'una força per l'interval de temps durant el qual actua. Si {\displaystyle {\vec {F}}} és una força que actua sobre una partícula durant un temps {\displaystyle \Delta t=t_{2}-t_{1}}, el seu impuls, {\displaystyle {\vec {I}}}, és

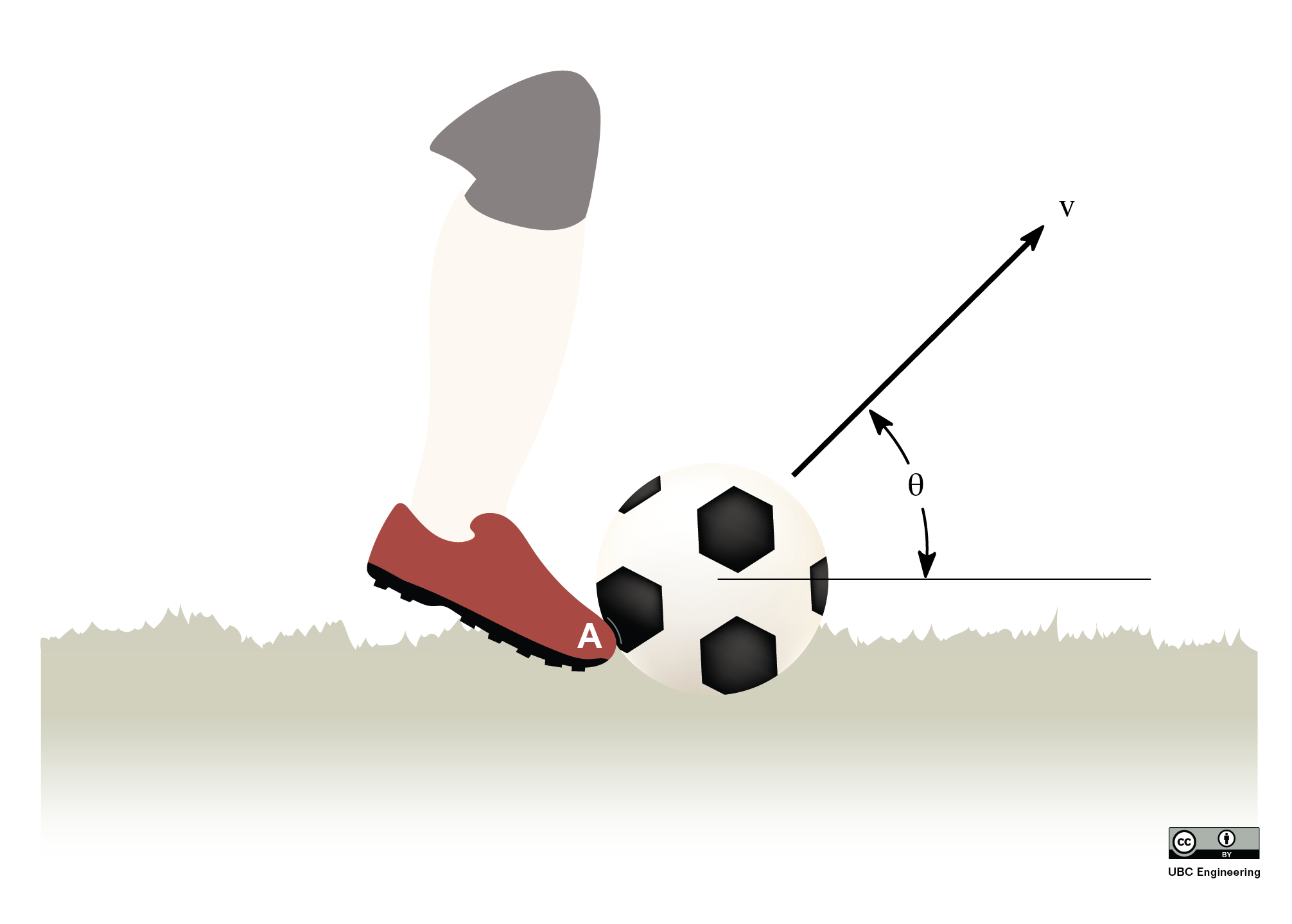
Un jugador de futbol realitza una força sobre una pilota durant un cert interval de temps i li comunica una velocitat. El producte de la força realitzada i el temps de contacte és l'impuls.

{\displaystyle {\vec {I}}=\int _{t_{1}}^{t_{2}}{\vec {F}}\,dt}Si la força és constant, no depèn del temps, la integral queda:
{\displaystyle {\vec {I}}={\vec {F}}\int _{t_{1}}^{t_{2}}dt={\vec {F}}\cdot (t_{2}-t_{1})={\vec {F}}\cdot \Delta t}
L'impuls és una magnitud vectorial i té la mateixa direcció i sentit que la força que el produeix. les seves unitats en el Sistema Internacional són newton per segon N·s o kg·m·s–1, les mateixes unitats i dimensions que el moment lineal.

## Història

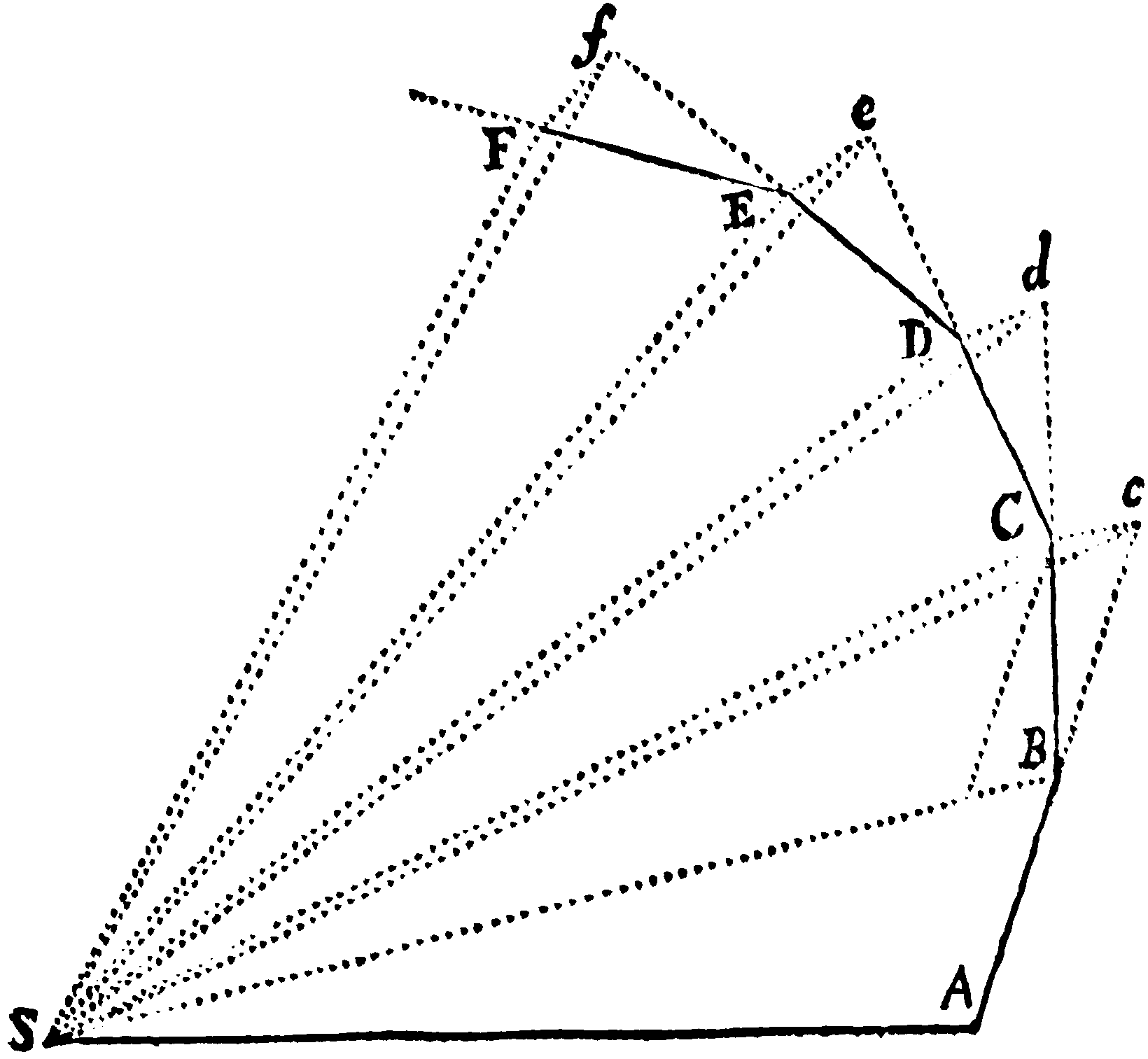
Figura dels Principia, pàg. 37, que ilustra la Proposició I, Teorema I.

El físic anglès Isaac Newton (1642-1727), a la seva obra Philosophiae Naturalis Principia Mathematica (1687) utilitzà en llatí impulso ‘impuls’ per referir-se a la representació matemàtica d'un «cop instantani», on un cos altera instantàniament la seva celeritat, la seva direcció o ambdues. Per exemple, a la demostració de la Proposició I, Teorema I, de la Secció II (pàg. 37) diu que “Verum ubi corpus venit ad B, agat vis centripeta impulsu unico sed magno, efficiatque corpus de recta Bc deflectere & pergere in recta BC.” (Però quan el cos arriba a B, que una força centrípeta actuï amb un impuls únic però gran, i faci que el cos es desviï de la línia recta Bc i continuï en la línia recta BC).

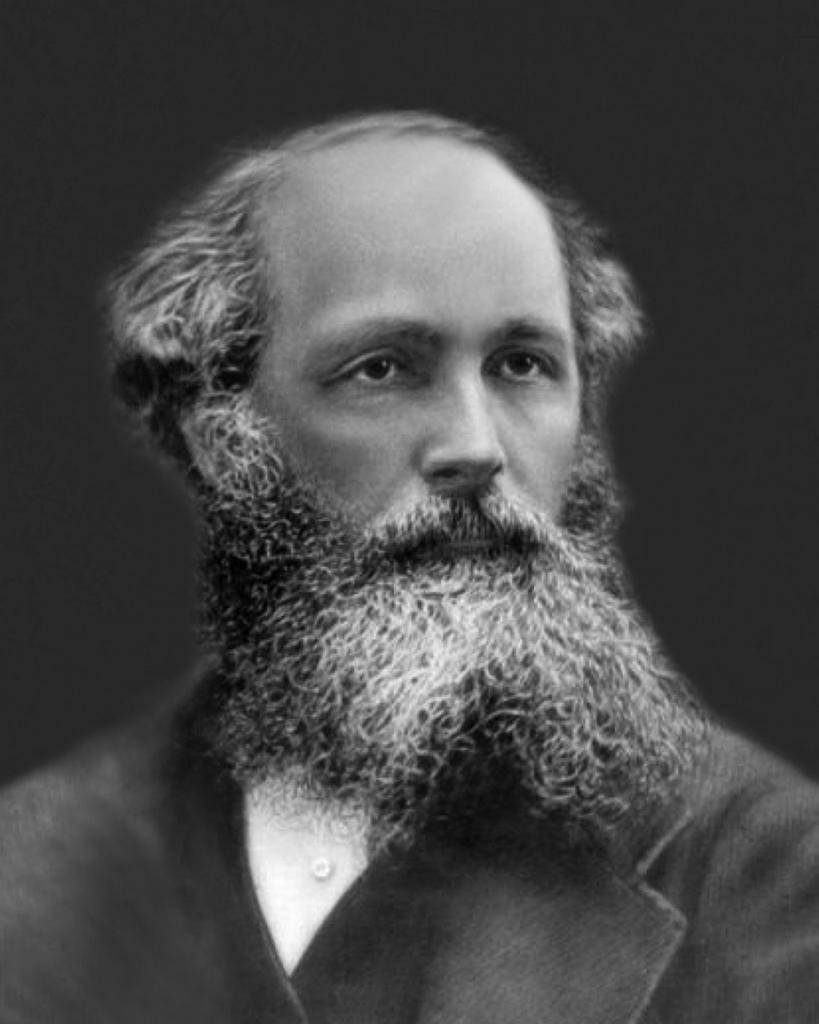
James Clerk Maxwell.

El físic escocès James Clerk Maxwell (1831-1879) donà la fórmula que s'empra actualment {\textstyle \int Fdt} i el nom en anglès d'impulse, ‘impuls’, ja en una carta a William Thomson (1824-1907) del 19 d'agost de 1868, on el recrimina per emprar el terme integral de la força respecte del temps i no el nom d'impuls.
Al seu llibre Matter and Motion (1877) explica el concepte d'impuls d'aquesta manera a l'Article XLIX. On Impulse:
| «                                            | L'efecte total d'una força en comunicar velocitat a un cos és, per tant, proporcional a la força i al temps durant el qual actua conjuntament. El producte del temps d'acció d'una força per la seva intensitat, si aquesta és constant, o per la seva intensitat mitjana, si és variable, s'anomena l'Impuls de la força. Hi ha certs casos en què una força actua durant un temps tan curt que és difícil estimar-ne la intensitat o el temps durant el qual actua. Però és relativament fàcil mesurar l'efecte de la força en alterar el moviment del cos sobre el qual actua, el qual, com hem vist, depèn de l'impuls. La paraula impuls s'usava originalment per denotar l'efecte d'una força de curta durada, com ara la d'un martell que colpeja un clau. No hi ha, tanmateix, cap diferència essencial entre aquest cas i qualsevol altre cas de l'acció d'una força. Per tant, farem servir la paraula impuls tal com s'ha definit anteriorment, sense restringir-la a casos en què l'acció sigui de caràcter excepcionalment transitori. | » |
| — James C. Maxwell, Matter and Motion (1877) | |   |

## Teorema de l'impuls
En el cas d'un impuls sobre un objecte amb massa constant, la magnitud d'impuls es defineix:
{\displaystyle {\vec {I}}=\int _{t_{1}}^{t_{2}}{\vec {F}}\,dt}
Hom pot substituir la força per la variació del moment lineal {\displaystyle {\vec {p}}=m{\vec {v}}} amb el temps (2a llei de Newton):
{\displaystyle {\vec {F}}={\frac {d{\vec {p}}}{dt}}}
De manera que s'obté:
{\displaystyle {\vec {I}}=\int _{t_{1}}^{t_{2}}{\frac {d{\vec {p}}}{dt}}\,dt=\int _{t_{1}}^{t_{2}}{d{\vec {p}}}={\vec {p}}_{2}-{\vec {p}}_{1}=\Delta {\vec {p}}=m{\vec {v}}_{2}-m{\vec {v}}_{1}=m({\vec {v}}_{2}-{\vec {v}}_{1})}
que dona com a resultat la variació de quantitat de moviment: {\displaystyle \Delta {\vec {p}}}. Aquest resultat s'anomena teorema de l'impuls i se sol expressar en funció de les velocitats {\displaystyle {\vec {v}}_{1}}i {\displaystyle {\vec {v}}_{2}} i la massa del cos {\displaystyle m}:
{\displaystyle {\vec {I}}=m{\vec {v}}_{2}-m{\vec {v}}_{1}}
Per tant, un impuls canvia el moment lineal d'un objecte, en magnitud, en direcció o en ambdues.

## Aplicacions

### Seguretat en vehicles

#### Cinturó de seguretat

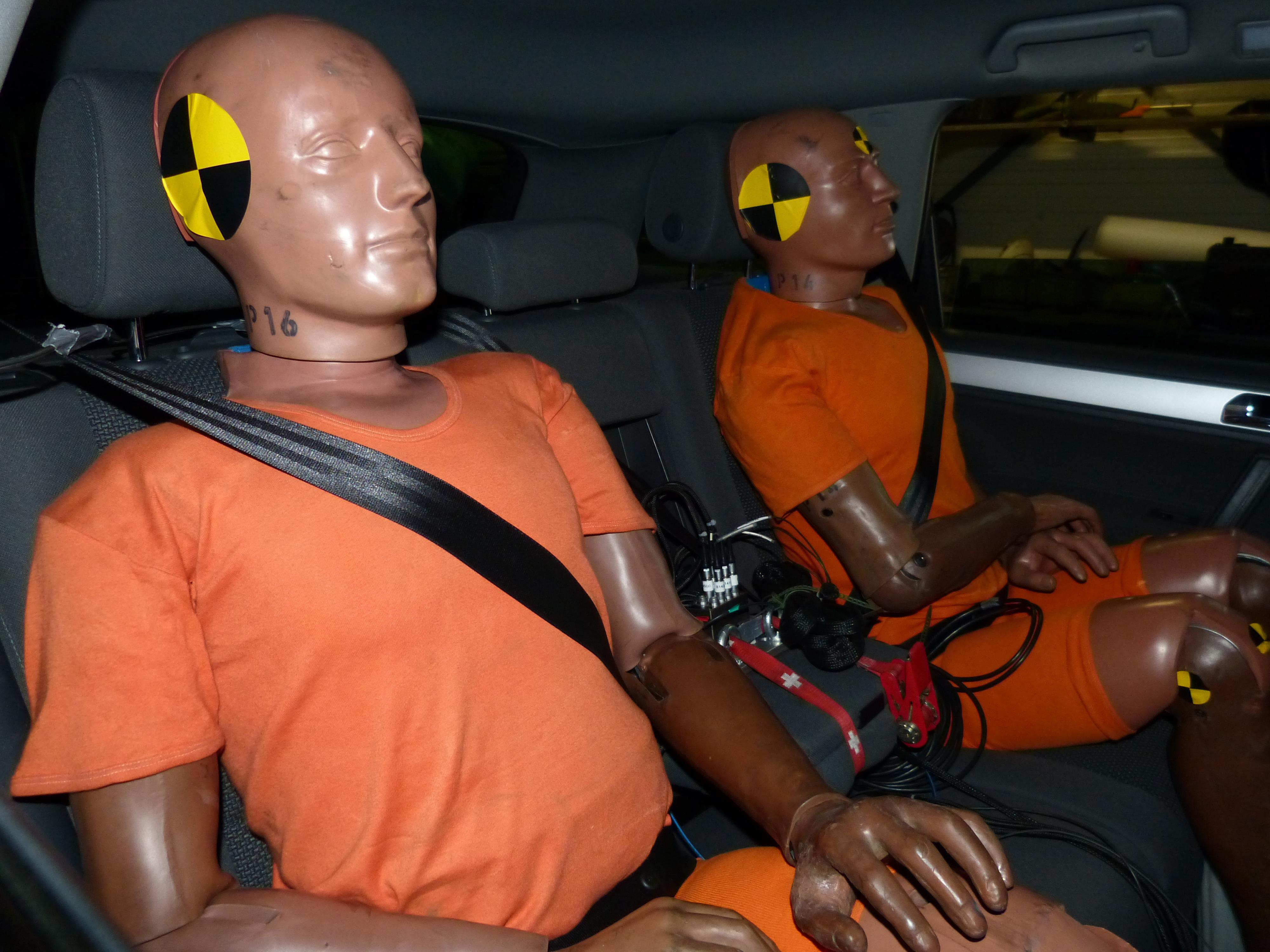
Maniquins en una prova de cinturons de seguretat.

La funció primordial del cinturó de seguretat dels vehicles (automòbils, autocars, avions...) és detenir l'ocupant de manera solidària amb la desacceleració del vehicle, de tal manera que la seva distància d'aturada sigui entre quatre i cinc vegades superior a la que experimentaria si viatgés sense aquest dispositiu i també el temps de frenada.
En una col·lisió que atura un cotxe, el conductor ha de reduir el seu moment lineal fins a zero. El teorema de l'impuls estableix que un major temps de detenció redueix la força de l'impacte. Per a un escenari de col·lisió on la distància d'aturada del conductor és de 30 cm, la força exercida sobre un conductor de 73 kg de massa és d'aproximadament 21 000 N, i la desacceleració és de l'ordre de 30g (és a dir, trenta vegades l'acceleració de la gravetat). La força actua durant tot el temps que el cos del conductor recorr els 30 cm i és inferior a la força si el recorregut fos de pocs centímetres. Un grau moderat d'elongació del cinturó permetrà reduir encara més la força mitjana de l'impacte.

#### Coixins de seguretat

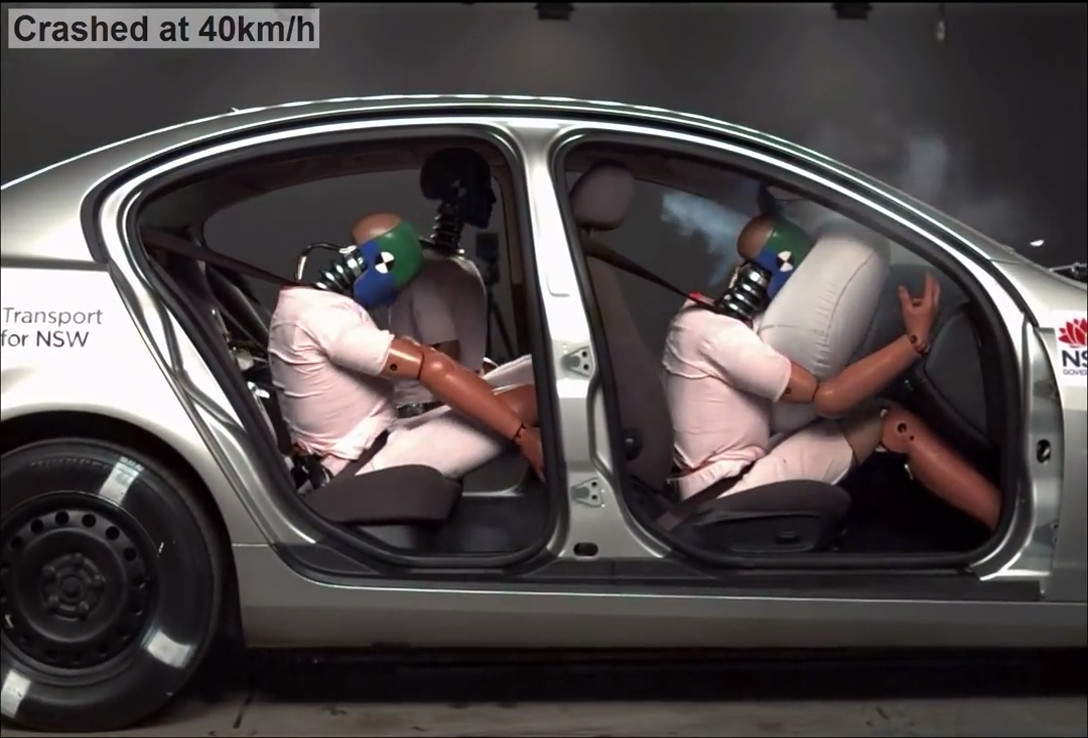
Maniquins en una simulació d'un xoc amb coixins de seguretat.

Un altre exemple il·lustratiu de l'estudi de l'impuls n'és l'ús dels coixins de seguretat en els automòbils. Aquests dispositius s'instal·len als vehicles perquè són capaços de mitigar l'efecte de la força sobre un objecte implicat en una col·lisió. Els coixins de seguretat assoleixen aquest propòsit prolongant l'interval de temps necessari per a neutralitzar el moment lineal del conductor i el passatger del costat.
En patir una col·lisió, el conductor i el passatger tendeixen a mantenir el seu estat de moviment, d'acord amb la primera llei de Newton. Aquesta inèrcia els projecta cap al parabrisa, la qual cosa dona com a resultat l'aplicació d'una força de gran magnitud exercida durant un brevíssim interval de temps a fi de detenir-ne el moment lineal. Si, en lloc d'impactar contra el parabrisa, ho fan contra un coixí de seguretat, la durada de l'impacte s'incrementa. En topar amb un objecte que cedeix, com és el coixí de seguretat que va desinflant, la durada podria multiplicar-se per un factor de fins a cent. Incrementar el temps en un factor de cent comportarà una disminució de la força en un factor equivalent.

#### Zones de deformació programada
Ocasionalment, en col·lidir, certs objectes reboten l'un contra l'altre, a diferència de quedar adherits i desplaçar-se amb una velocitat idèntica després de la col·lisió. El rebot comporta un canvi en la direcció del mòbil; la seva trajectòria precol·lisió i postcol·lisió és divergent. El rebot es caracteritza per una variació considerable de la velocitat degut al canvi de sentit del moviment ({\displaystyle {\vec {v}}_{2}=-{\vec {v}}_{1}}) i, conseqüentment, una gran alteració del moment lineal (pot duplicar-se):

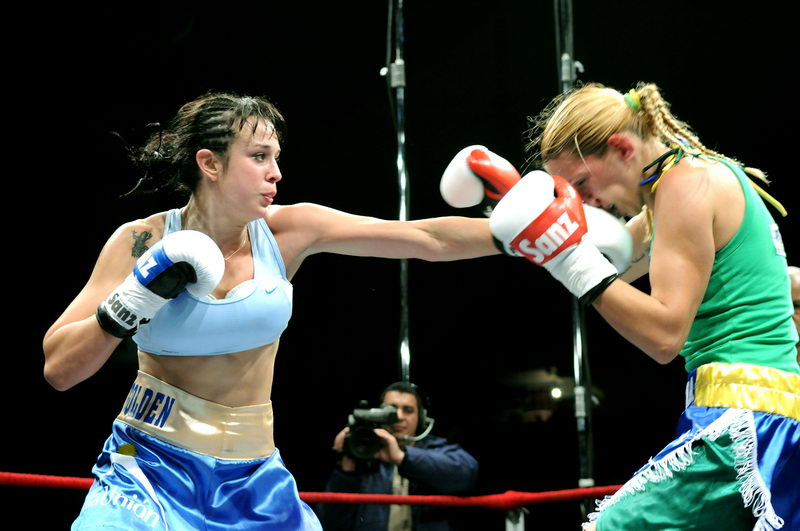
Boxa.

{\displaystyle {\vec {p}}_{1}=m{\vec {v}}_{1}\quad \quad {\vec {p}}_{2}=m{\vec {v}}_{2}}{\displaystyle {\vec {I}}=m({\vec {v}}_{2}-{\vec {v}}_{1})=m(-{\vec {v}}_{1}-{\vec {v}}_{1})=-2m{\vec {v}}_{1}=-2{\vec {p}}_{1}}

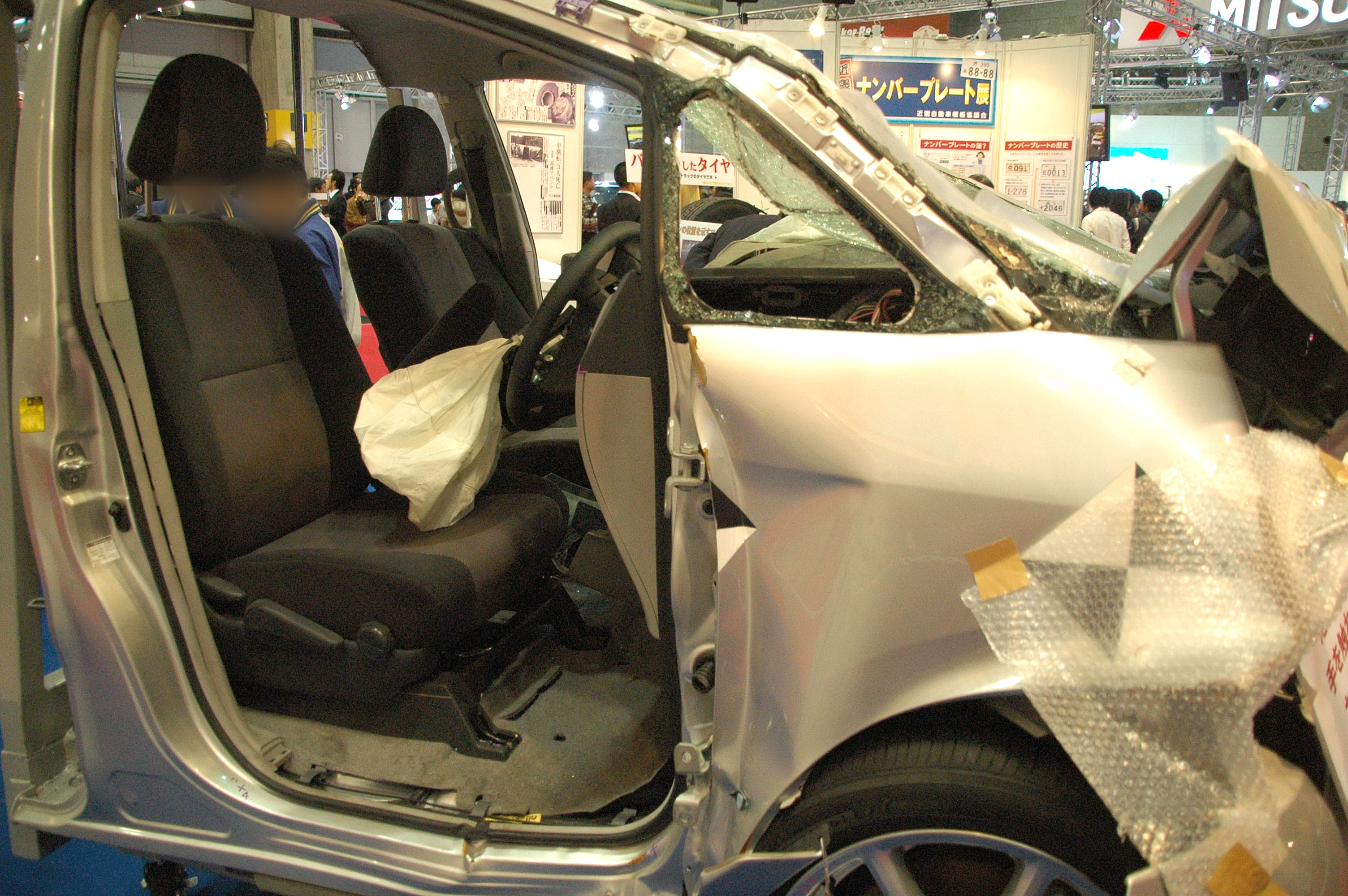
Deformació de la carrosseria d'un cotxe després un xoc controlat.

Del teorema de l'impuls i la variació del moment lineal, es pot inferir que una situació de rebot ha d'anar necessàriament acompanyada d'un impuls elevat. Atès que l'impuls experimentat per un mòbil equival a la seva variació del moment lineal, una col·lisió que es distingeixi per una alteració notable d'aquest moment ha de presentar, així mateix, un impuls de gran magnitud.

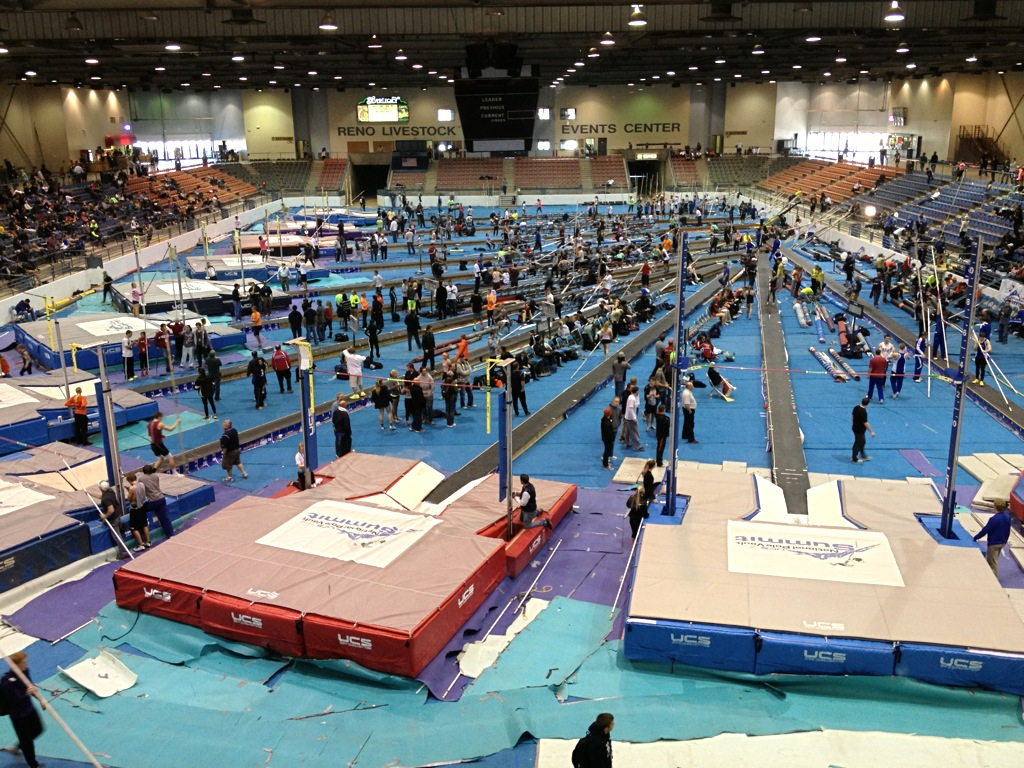
Matalassos en unes proves de salt d'alçada.

La rellevància del rebot és un factor crític en el desenllaç dels accidents de trànsit. En un sinistre automobilístic, dos vehicles poden col·lidir i rebotar, o bé col·lidir, deformar-se i desplaçar-se solidàriament amb una velocitat comuna després de l'impacte. Tanmateix, quina d'aquestes dues situacions resultaria més lesiva per als ocupants dels vehicles: el rebot o la deformació de les carrosseries? Contràriament a la creença general, la deformació dels vehicles constitueix la tipologia de col·lisió automobilística més segura. Si els vehicles reboten en el moment de l'impacte, la variació del moment lineal serà superior, i per tant, també ho serà l'impuls. Un impuls de major magnitud sol anar associat a una força més elevada. De fet, els dissenyadors i els enginyers de seguretat han ideat mètodes per a reduir els perjudicis soferts pels ocupants mitjançant el disseny de vehicles que es deformen en el moment de l'impacte. Els automòbils es fabriquen amb les anomenades zones de deformació programada. Aquestes zones són seccions del vehicle concebudes específicament per a deformar-se en cas de col·lisió. Les zones de deformació programada minimitzen l'efecte de la força en una col·lisió automobilística per una doble via. En primer lloc, en deformar-se, el vehicle té menys probabilitat de rebotar després de l'impacte, la qual cosa minimitza la variació del moment lineal i, per consegüent, l'impuls. Finalment, la deformació del vehicle perllonga l'interval de temps durant el qual es produeix la variació del seu moment lineal; en incrementar aquest lapse, la força de l'impacte minva de manera considerable.

### Esports

#### Encoixinats
Els encoixinats ofereixen una certa capacitat d'absorció en una col·lisió violenta i serveixen per a estendre la durada de l'impacte, mitigant-ne així l'efecte de la força. L'encoixinat d'una àrea de potencial impacte es pot observar als gimnasos (sota les cistelles de bàsquet), als fossats de salt de perxa o d'alçada, als guants de beisbol i a les manyoples de porter de futbol, als guants d'un boxador, a l'interior del casc d'un jugador de futbol americà i sobre els matalassos de gimnàstica.

#### Boxa

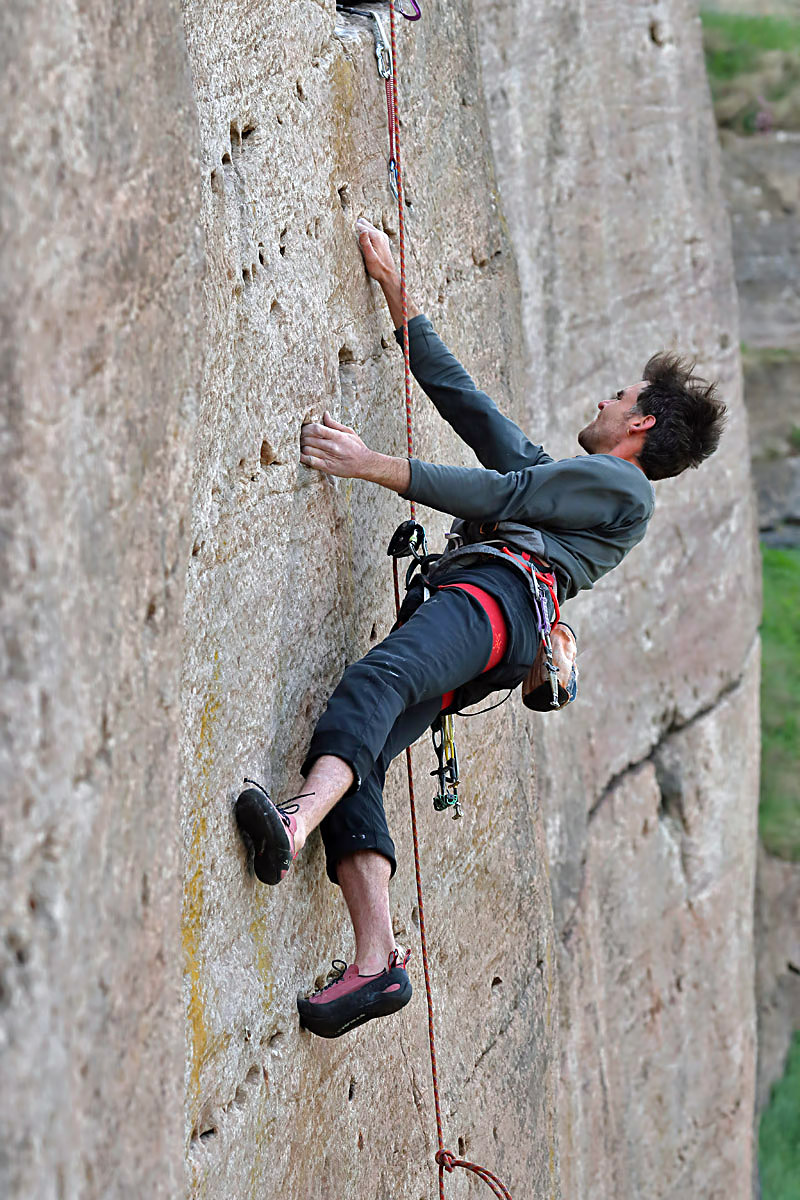
Escalador amb corda de niló extensible.

Els aficionats a la boxa observen amb freqüència aquest mateix principi de minimització de l'efecte d'una força mitjançant la prolongació del temps de col·lisió. Quan un boxador preveu que serà colpejat al cap pel seu oponent, sol relaxar el coll i permetre que el cap es desplaci enrere en rebre l'impacte. En l'argot pugilístic, aquesta tècnica es coneix com a «acompanyar el cop» (riding the punch). Un boxador «acompanya el cop» per tal de prolongar el temps de contacte del guant amb el seu cap. Prolongar aquest temps té com a resultat la disminució de la força i, per tant, la mitigació de l'efecte d'aquesta força en la col·lisió. Una simple multiplicació per deu del temps de col·lisió es traduiria en una reducció de la força a una dècima part.

#### Escalada
Les cordes de niló s'utilitzen en l'esport de l'escalada per idèntica raó. Els escaladors s'ancoren a les abruptes parets rocoses mitjançant cordes de niló. Si un escalador perdés l'adherència a la roca, començaria a caure. En tal situació, la seva quantitat de moviment serà finalment aturada per la corda, la qual evitarà una caiguda desastrosa fins a terra.

Les cordes es fabriquen amb niló, o un material similar, a causa de la seva capacitat d'estirament, és a dir, la seva elasticitat. Si la corda és capaç d'estirar-se en ser tensada per la massa de l'escalador que cau, aplicarà una força sobre aquesta durant un període més perllongat. Estendre el temps durant el qual s'anul·la el moment lineal de l'escalador provoca una reducció de la força exercida sobre ell. Sens dubte, l'escalador sabrà apreciar la mitigació de l'efecte de la força gràcies a l'aplicació d'un temps d'impacte superior.

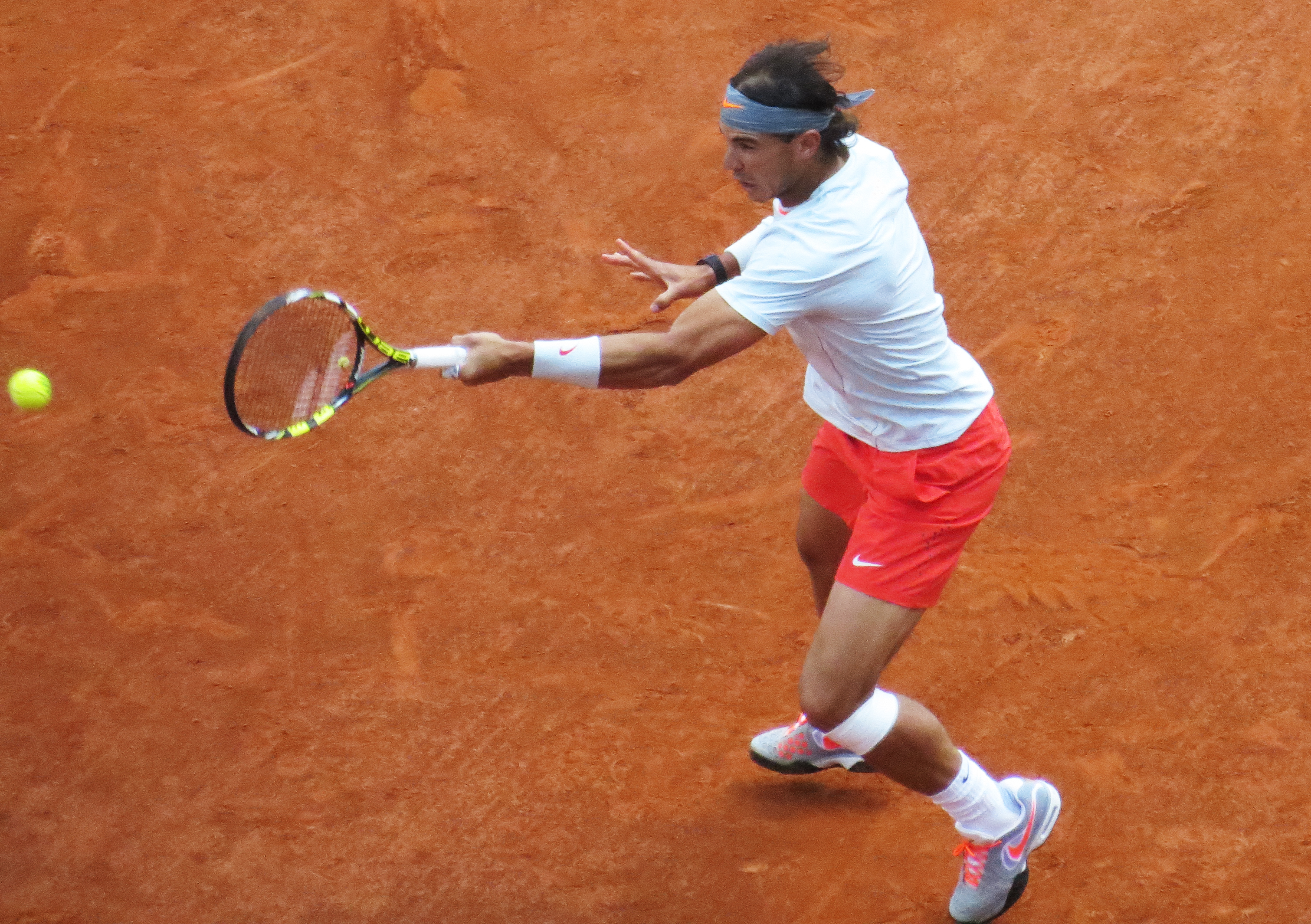
Rafel Nadal colpejant una pilota.

#### Esports de raqueta i de bat
En els esports de raqueta i de bat, sovint s'encoratja els jugadors a acompanyar el moviment en colpejar una pilota. Filmacions a alta velocitat de les col·lisions entre bats/raquetes i pilotes han demostrat que l'acte d'acompanyar el moviment serveix per a incrementar el temps durant el qual es produeix la col·lisió. Aquest increment del temps ha de comportar, necessàriament, un canvi en alguna altra variable del teorema de l'impuls mecànic i la variació del moment lineal.
Sorprenentment, la variable que depèn del temps en aquesta situació no és la força. La força del cop depèn de la intensitat amb què el jugador mou el bat o la raqueta, no del temps de contacte. En canvi, l'acompanyament del moviment incrementa el temps de col·lisió i, subsegüentment, contribueix a un augment en la variació de la velocitat de la pilota. En acompanyar el moviment, un jugador pot colpejar la pilota de tal manera que aquesta abandoni el bat o la raqueta amb més velocitat (és a dir, que es mogui més ràpidament). En tennis, esquaix, beisbol, raquetbol, etc., conferir una gran velocitat a la pilota sol conduir a un major èxit.

### Veles solars

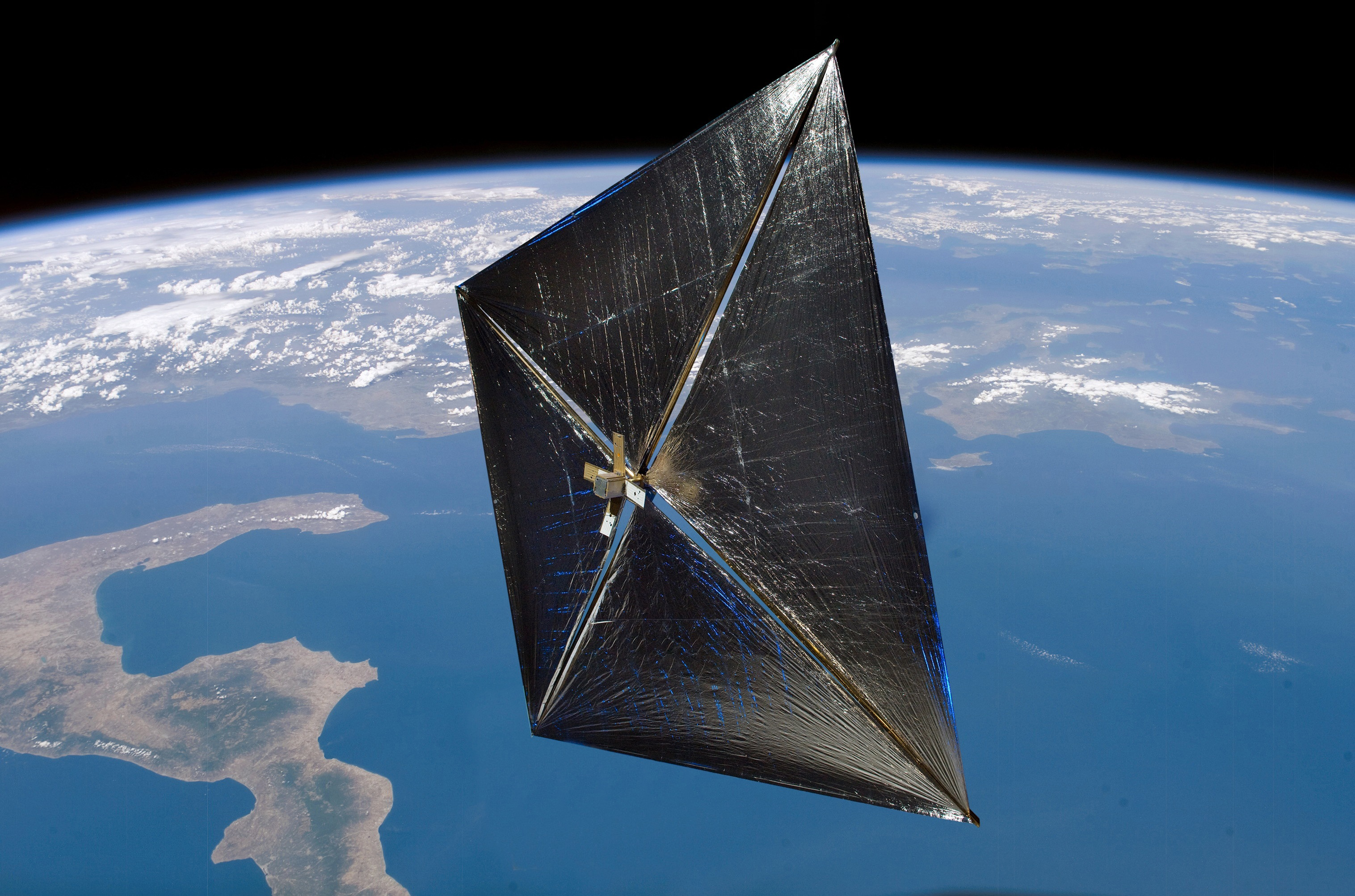
Representació de la NanoSail-D, desplegada amb èxit per la NASA el gener de 2011.

Una vela solar és un dispositiu de propulsió per sondes i naus espacials constituït per una gran superfície que aprofita l'energia fotònica de la radiació solar que hi incideix per produir la propulsió d'un vehicle en l'espai. Les naus espacials amb veles solars no necessiten transportar ni motor ni combustible, alleugerint considerablement el pes de la nau, i podent aconseguir així majors velocitats. Les veles de fotons, tenen una gran superfície composta per una o diverses làmines reflectores molt lleugeres, capaces d'aprofitar la pressió lumínica de la radiació solar per obtenir impuls. A més de fotons d'origen solar, les veles es poden dissenyar per aprofitar qualsevol altre tipus d'ones electromagnètiques generades per l'home, com ara raigs làser o microones.
A causa de l'escassa potència que ofereixen les veles solars, la seva acceleració és molt lenta, podent trigar més d'un dia a augmentar la seva velocitat en 100 km/h. Però, a diferència dels coets, l'empenta sobre una vela s'aplica de forma ininterrompuda, de manera que amb el temps una sonda proveïda de veles pot arribar a velocitats molt superiors a les obtingudes mitjançant els actuals sistemes de propulsió espacial.
Les veles solars fa poc temps que estan en desenvolupament, i fins ara només s'ha aconseguit llançar amb èxit la sonda Ikaros, parcialment impulsada per aquest mètode, però al començament del segle XXI diverses agències espacials treballen en aquesta tecnologia.